# Волтер Сикерт
Волтер Сикерт (енгл. Walter Sickert; 31. мај 1860 — 22. јануар 1942) био је енглески сликар.
Сматра се једном од најзначајнијих личности у транзицији британске уметности од импресионизма према модернизму. Преминуо је 1942. у 81. години.

## Џек Трбосек
Сикерт је показивао велики интерес за Џека Трбосека и нека од његових убистава су послужила као инспирација за његово дело. Због тога се, неколико деценија после његове смрти, створио низ теорија које га непосредно повезују са злочином, односно тврде да је управо он био Џек Трбосек.